# Bertie County
Bertie County är ett administrativt område i delstaten North Carolina, USA, med 32 278 invånare. Den administrativa huvudorten (county seat) är Windsor.

## Geografi
Enligt United States Census Bureau så har countyt en total area på 1 920 km². 1 811 km² av den arean är land och 109 km² är vatten. 

### Angränsande countyn
- Hertford County, North Carolina - nord
- Chowan County, North Carolina - öst
- Washington County, North Carolina - sydost
- Martin County, North Carolina - sydväst
- Halifax County, North Carolina - väst
- Northampton County, North Carolina - nordväst